# Progression Towards Evil
Progression Towards Evil è il primo album in studio del gruppo musicale brutal death metal Skinless, pubblicato nel 1998 dalla Step Up.

## !Tracce
1. Confines of Human Flesh – 4:10
2. Extermination of My Filthy Species – 4:02
3. Tampon Lollipops – 4:16
4. Milk and Innards – 4:38
5. Cuntaminated – 3:09
6. Scum Cookie – 3:04
7. Bobbing for Heads – 3:44
8. Fetus Goulash – 3:20
9. Crispy Kids – 3:13

## Formazione
- Noah Carpenter - voce, chitarra
- Sherwood Webber - voce
- Joe Keyser - basso
- Bob Beaulac - batteria